# باشگاه فوتبال بروملی
باشگاه فوتبال بروملی (به انگلیسی: Bromley Football Club) یک باشگاه فوتبال در شهر بروملی، کشور انگلستان است که در سال ۱۸۹۲ میلادی تأسیس شده‌است.